# Дорниці
Дорниці (словен. Dornice) — поселення в общині Водиці, Осреднєсловенський регіон, Словенія. 
Висота над рівнем моря: 351,8 м.